# Mirandela
Mirandela ist eine Gemeinde und Stadt im Distrikt Bragança in Portugal. Die Gemeinde umfasst 32,4 km² mit 11.397 Einwohnern (Stand 19. April 2021). Die Stadt Mirandela zählt etwa 5700 Einwohner.

## Geografie
Mirandela liegt am Fluss Tua am Rande des Hochlands von Trás-os-Montes, etwa 60 km südwestlich der Distrikthauptstadt Bragança, im Nordosten Portugals.

## Geschichte
Zumindest seit der Bronzezeit existierte hier eine Siedlung, in deren Umgebung Metallerze gefördert wurden (Zinn, Kupfer, Arsen, Gold). Keltiberer und Römer hinterließen im damals Caladunum genannten Mirandela Spuren. Insbesondere für die Römer war der Ort eine stark bevölkerte Siedlung und wichtiger Produzent landwirtschaftlicher Güter. Nach dem Einfall der Westgoten wurde das heutige Kreisgebiet im 6. Jahrhundert Teil des Laetera-Verwaltungsbezirks der Sueben.
König D.Afonso III. gab Mirandela 1250 Stadtrechte (Foral) und erhob den Ort zur Vila (Kleinstadt). König D.Dinis bestätigte 1291 die Stadtrechte, die König Manuel I. im Jahr 1512 erneuerte.
1984 wurde Mirandela zur Cidade (Stadt) erhoben.

## Kultur und Sehenswürdigkeiten
Zu den Baudenkmälern des Ortes zählen eine Reihe historischer öffentlicher Gebäude, zwei mittelalterliche Brücken, und verschiedene Sakralbauten. Zu nennen sind dabei insbesondere der manieristische Palast der Távoras aus dem 17. Jahrhundert, in dem heute die Stadtverwaltung (Câmara Municipal) residiert, und die Burg aus dem 13. Jahrhundert, von der das letzte der drei Stadttore den augenfälligsten Überrest darstellt.
Das städtische Museum Museu Municipal Armindo Teixeira Lopes ist dem bekanntesten Künstler der Stadt gewidmet und gilt als ein bedeutendes Kunstmuseum in Portugal. Zu sehen sind 460 Gemälde und Plastiken von 286 Künstlern aus dem In- und Ausland, darunter Almada Negreiros, Artur Bual, Abel Manta, Domingos de Sequeira, João Hogan, und Maria Helena Vieira da Silva.
Neben der Stadtbibliothek (Biblioteca Municipal) und dem Auditório Municipal (mit Kino und Konzertsaal) existieren mit dem ethnografischen Museum Museu Etnográfico de Suçães in der Gemeinde Suçães, und dem Kuriositätenmuseum Museu de Curiosidades do Romeu in der Gemeinde Romeu weitere kulturelle Einrichtungen.
Verschiedene Wanderwege führen in das Umland und in einige umliegende Dörfer. U.a. können Wassermühlen und Olivenölpressen besichtigt werden. Karten gibt das Fremdenverkehrsamt (Turismo) neben dem Bahnhof von Mirandela aus.

## Verwaltung

### Kreis
Mirandela ist Sitz eines gleichnamigen Kreises. Die Nachbarkreise sind (im Uhrzeigersinn im Norden beginnend): Vinhais, Macedo de Cavaleiros, Alfândega da Fé, Vila Flor, Carrazeda de Ansiães, Murça sowie Valpaços.
Mit der Gebietsreform im September 2013 wurden mehrere Gemeinden zu neuen Gemeinden zusammengefasst, sodass sich die Zahl der Gemeinden von zuvor 37 auf 30 verringerte.
Die folgenden Gemeinden (freguesias) liegen im Kreis Mirandela:

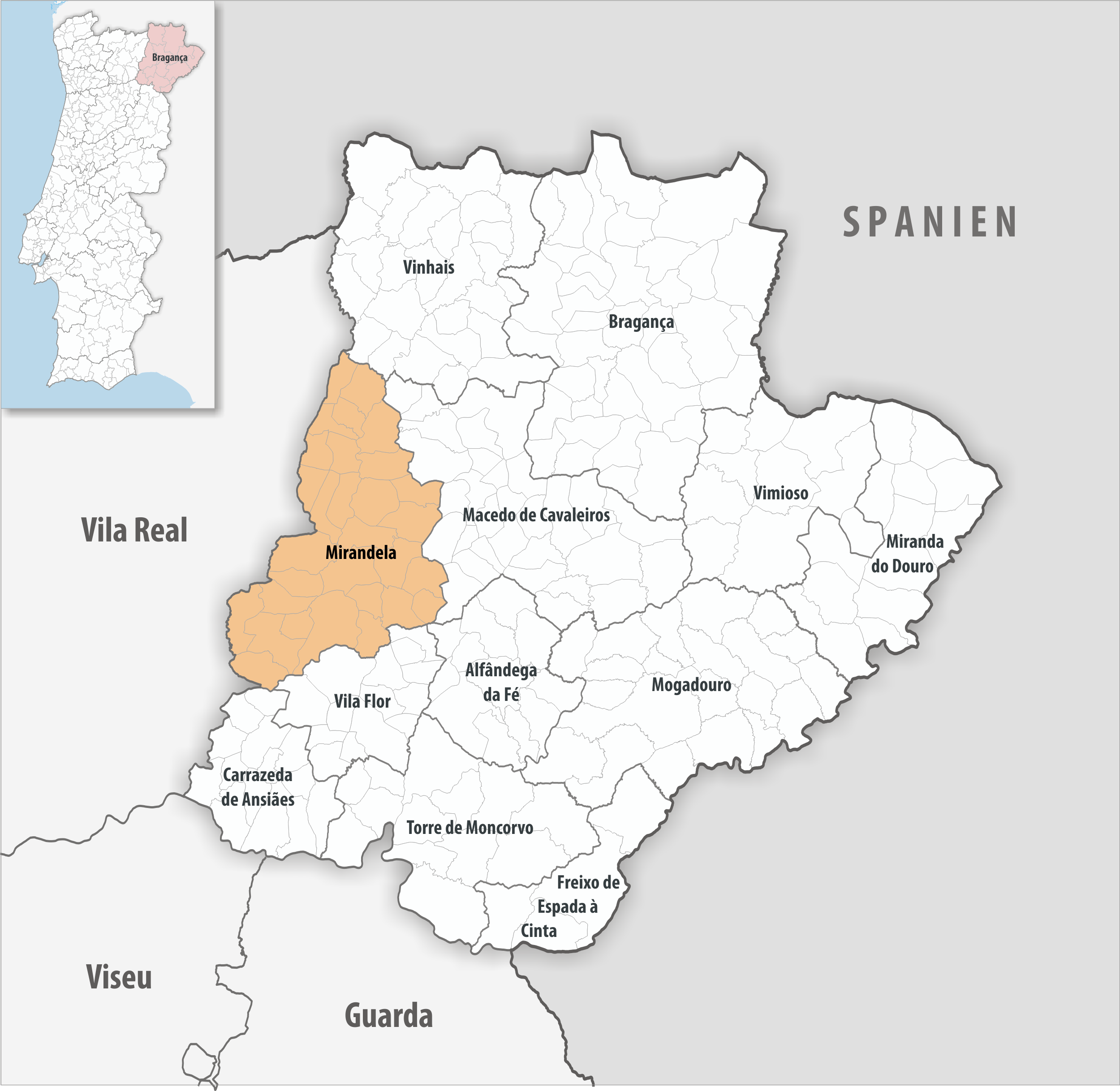
Kreis Mirandela

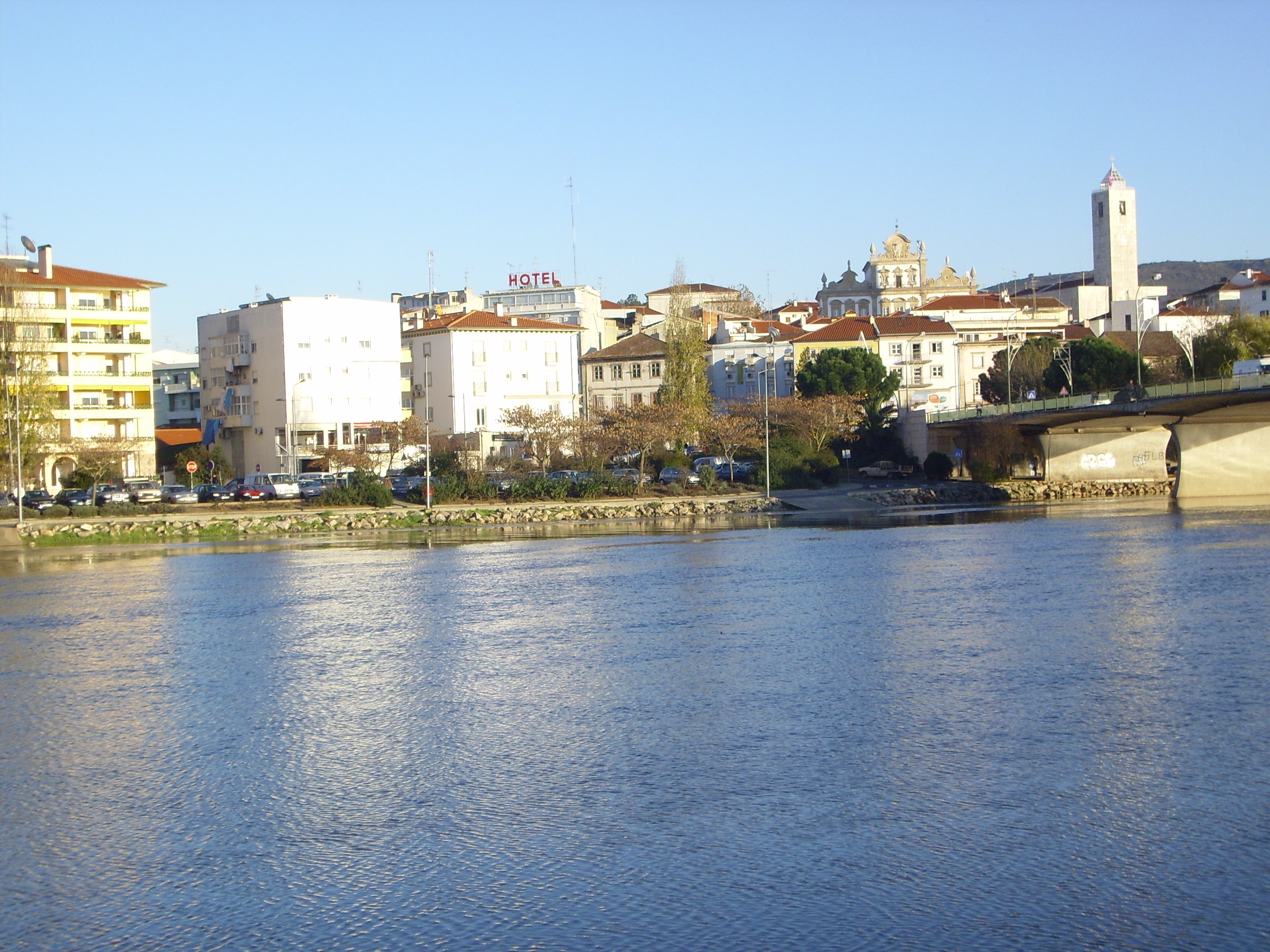
Blick vom Fluss auf Mirandela

| Gemeinde                               | Einwohner (2021) | Fläche km² | Dichte Einw./km² | LAU- Code |
| -------------------------------------- | ---------------- | ---------- | ---------------- | --------- |
| Abambres                               | 338              | 18,82      | 18               | 040701    |
| Abreiro                                | 200              | 24,03      | 8                | 040702    |
| Aguieiras                              | 246              | 14,72      | 17               | 040703    |
| Alvites                                | 171              | 17,81      | 10               | 040704    |
| Avantos e Romeu                        | 341              | 27,41      | 12               | 040738    |
| Avidagos, Navalho e Pereira            | 446              | 33,16      | 13               | 040739    |
| Barcel, Marmelos e Valverde da Gestosa | 320              | 48,74      | 7                | 040740    |
| Bouça                                  | 182              | 12,99      | 14               | 040708    |
| Cabanelas                              | 344              | 18,66      | 18               | 040709    |
| Caravelas                              | 152              | 12,57      | 12               | 040710    |
| Carvalhais                             | 1.229            | 22,04      | 56               | 040711    |
| Cedães                                 | 270              | 25,44      | 11               | 040712    |
| Cobro                                  | 154              | 12,31      | 13               | 040713    |
| Fradizela                              | 185              | 12,77      | 14               | 040714    |
| Franco e Vila Boa                      | 263              | 26,34      | 10               | 040741    |
| Frechas                                | 732              | 18,54      | 39               | 040716    |
| Freixeda e Vila Verde                  | 137              | 21,23      | 6                | 040742    |
| Lamas de Orelhão                       | 320              | 19,22      | 17               | 040718    |
| Mascarenhas                            | 422              | 28,14      | 15               | 040720    |
| Mirandela                              | 11.397           | 32,45      | 351              | 040721    |
| Múrias                                 | 244              | 22,55      | 11               | 040722    |
| Passos                                 | 333              | 18,39      | 18               | 040724    |
| São Pedro Velho                        | 281              | 23,63      | 12               | 040727    |
| São Salvador                           | 200              | 14,21      | 14               | 040728    |
| Suçães                                 | 507              | 36,20      | 14               | 040729    |
| Torre de Dona Chama                    | 919              | 27,68      | 33               | 040730    |
| Vale de Asnes                          | 210              | 21,42      | 10               | 040731    |
| Vale de Gouvinhas                      | 234              | 17,14      | 14               | 040732    |
| Vale de Salgueiro                      | 344              | 15,17      | 23               | 040733    |
| Vale de Telhas                         | 263              | 15,17      | 17               | 040734    |
| Kreis Mirandela                        | 21.384           | 658,95     | 32               | 0407      |

### Bevölkerungsentwicklung
| Einwohnerzahl im Kreis Mirandela (1801–2011) | Einwohnerzahl im Kreis Mirandela (1801–2011) | Einwohnerzahl im Kreis Mirandela (1801–2011) | Einwohnerzahl im Kreis Mirandela (1801–2011) | Einwohnerzahl im Kreis Mirandela (1801–2011) | Einwohnerzahl im Kreis Mirandela (1801–2011) | Einwohnerzahl im Kreis Mirandela (1801–2011) | Einwohnerzahl im Kreis Mirandela (1801–2011) | Einwohnerzahl im Kreis Mirandela (1801–2011) |
| -------------------------------------------- | -------------------------------------------- | -------------------------------------------- | -------------------------------------------- | -------------------------------------------- | -------------------------------------------- | -------------------------------------------- | -------------------------------------------- | -------------------------------------------- |
| 1801                                         | 1849                                         | 1900                                         | 1930                                         | 1960                                         | 1981                                         | 1991                                         | 2001                                         | 2011                                         |
| 5579                                         | 5180                                         | 20.789                                       | 23.007                                       | 29.912                                       | 28.879                                       | 25.209                                       | 25.819                                       | 23.850                                       |

### Kommunaler Feiertag
- 25. Mai

### Städtepartnerschaften
- Frankreich: Orthez (seit 1993)
- Portugal: Maia (seit 1993)
- Guinea-Bissau: Bafatá (in Anbahnung)[12]

## Verkehr

### Straßen, Eisenbahn, Flughafen
Die Überlandstraße IP4 (Teil der Europastraße 82) quert den Ort, und die etwa 50 km lange Nationalstraße N213 führt von Mirandela nach Chaves.
Seit der teilweisen Einstellung der Eisenbahnstrecke Linha do Tua 2008 ist Mirandela nicht mehr an das landesweite Bahnnetz angeschlossen. Mirandela ist in das landesweite Busnetz der Rede Expressos eingebunden.
Mit dem Flugplatz Mirandela verfügt die Stadt über einen Flugplatz für Sport- und Privatmaschinen.

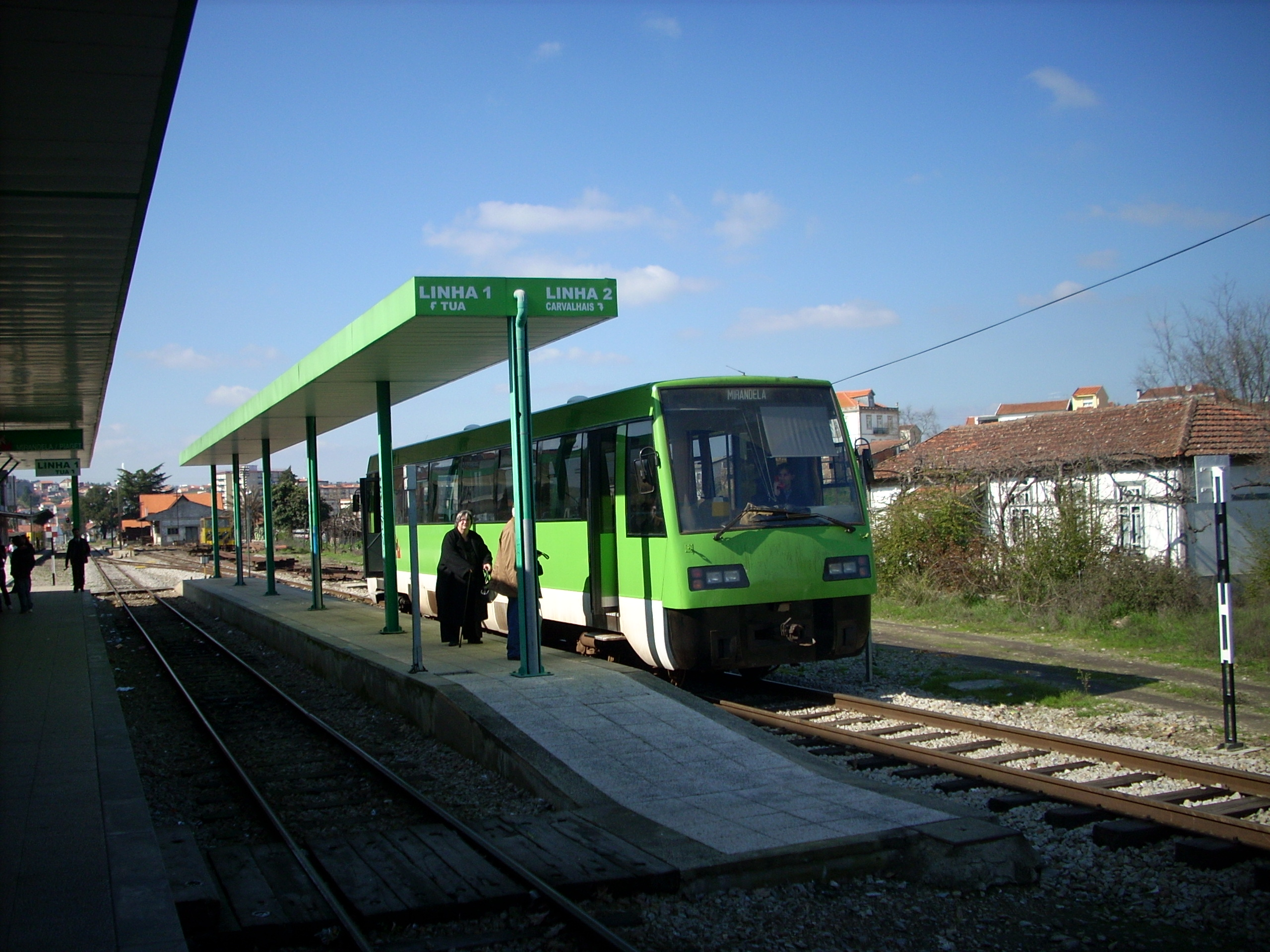
Der Metropolitano Ligeiro im Bahnhof Mirandela

### Öffentlicher Nahverkehr
Der Metropolitano Ligeiro de Mirandela (dt.: leichte Stadtbahn von Mirandela) ist eine nur sechs Haltestellen zählende kommunale Schmalspurbahn, auf Basis der teilweise eingestellten Eisenbahnstrecke Linha do Tua. Die Stadt Mirandela unterhält zudem zwei farblich unterschiedene städtische Buslinien (Linha Azul = Blaue Linie, Linha Vermelha = Rote Linie), die werktags von etwa 7:00 bis 19:00 (am Wochenende abweichend) zirkulieren. Weitere, private Buslinien bieten regionale Verbindungen an.

## Persönlichkeiten

### Söhne und Töchter der Stadt
- Duarte Coelho (um 1485–1554), Adliger, Seefahrer, Militär und Kolonialadministrator
- Luciano Cordeiro (1844–1900), Schriftsteller
- Augusto Alves da Veiga (1850–1924), Jurist, Journalist, Diplomat und republikanischer Politiker, Freimaurer
- João Maria Ferreira Sarmento Pimentel (1888–1987), Offizier, Autor und Oppositioneller
- Armindo Teixeira Lopes (1905–1976), Maler
- Manuel Gil Teixeira Lopes (1936–2022), Maler und Hochschullehrer, Sohn von Armindo Teixeira Lopes
- José Augusto Gama (1942–2000), Politiker, konservativer Europaabgeordneter
- Jesualdo Ferreira (* 1946), Fußballtrainer
- Isaltino Morais (* 1949), Jurist und Politiker, ehemaliger Minister
- Eurico Carrapatoso (* 1962), Komponist
- Luis Dias (* 1972), prämierter Koch und Gastronom in Deutschland
- César Quiterio (* 1976), Radrennfahrer
- Paulo Jorge Pedro Lopes (* 1978), Fußballspieler
- Rui Manuel Borges (* 1981), Fußballtrainer
- Eduardo dos Reis Carvalho (* 1982), Fußballspieler, Nationaltorwart
- João Geraldo (* 1995), Tischtennisspieler

### Personen, die vor Ort gewirkt haben
- Camilo Pessanha (1867–1926), Schriftsteller, lebte in den 1880er Jahren in Mirandela

Luciano Cordeiro
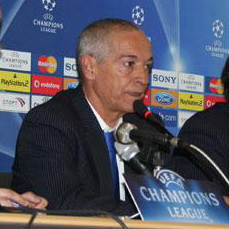
Jesualdo Ferreira (2006)
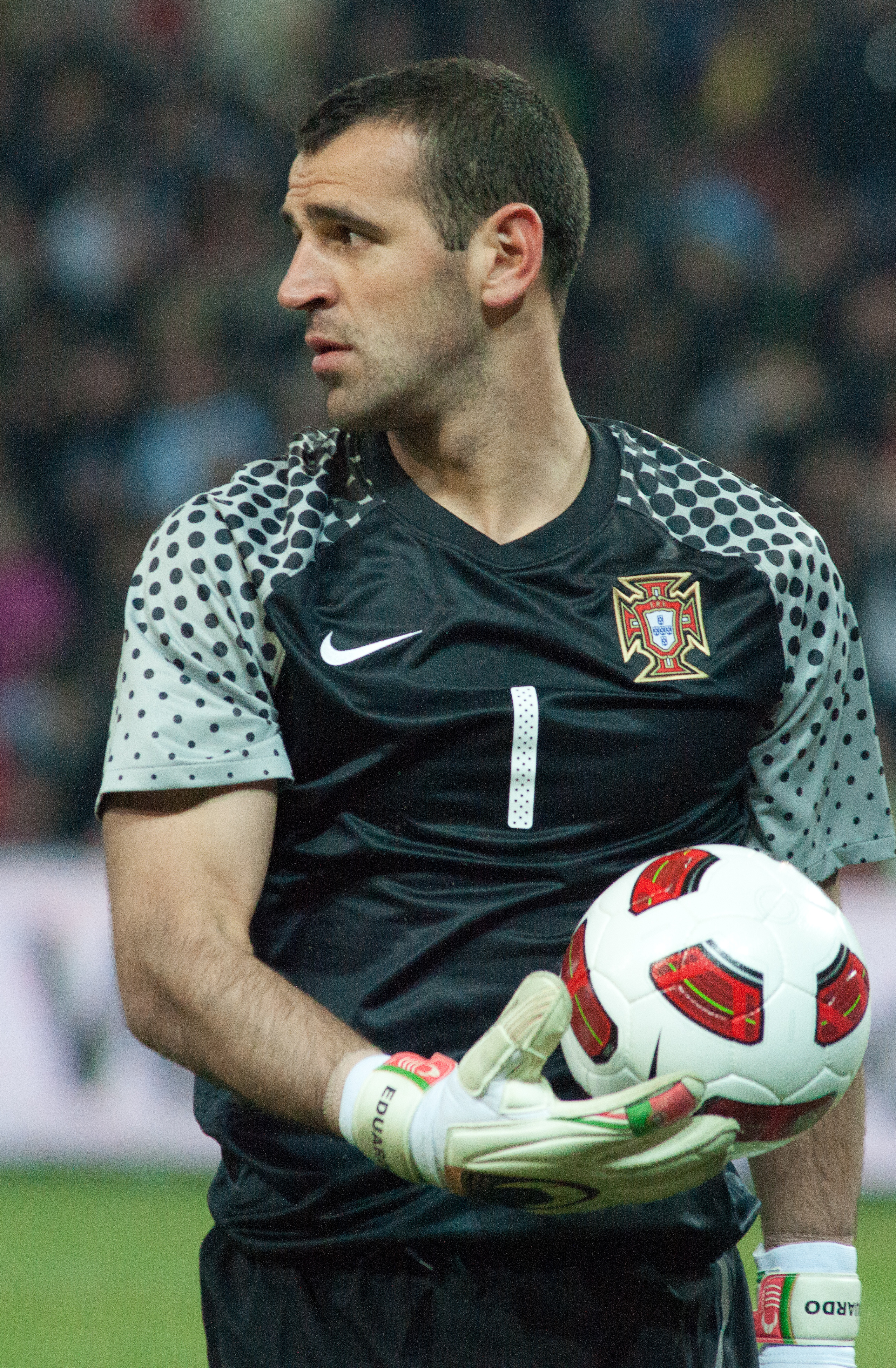
Eduardo dos Reis Carvalho im Nationaltrikot (2011)
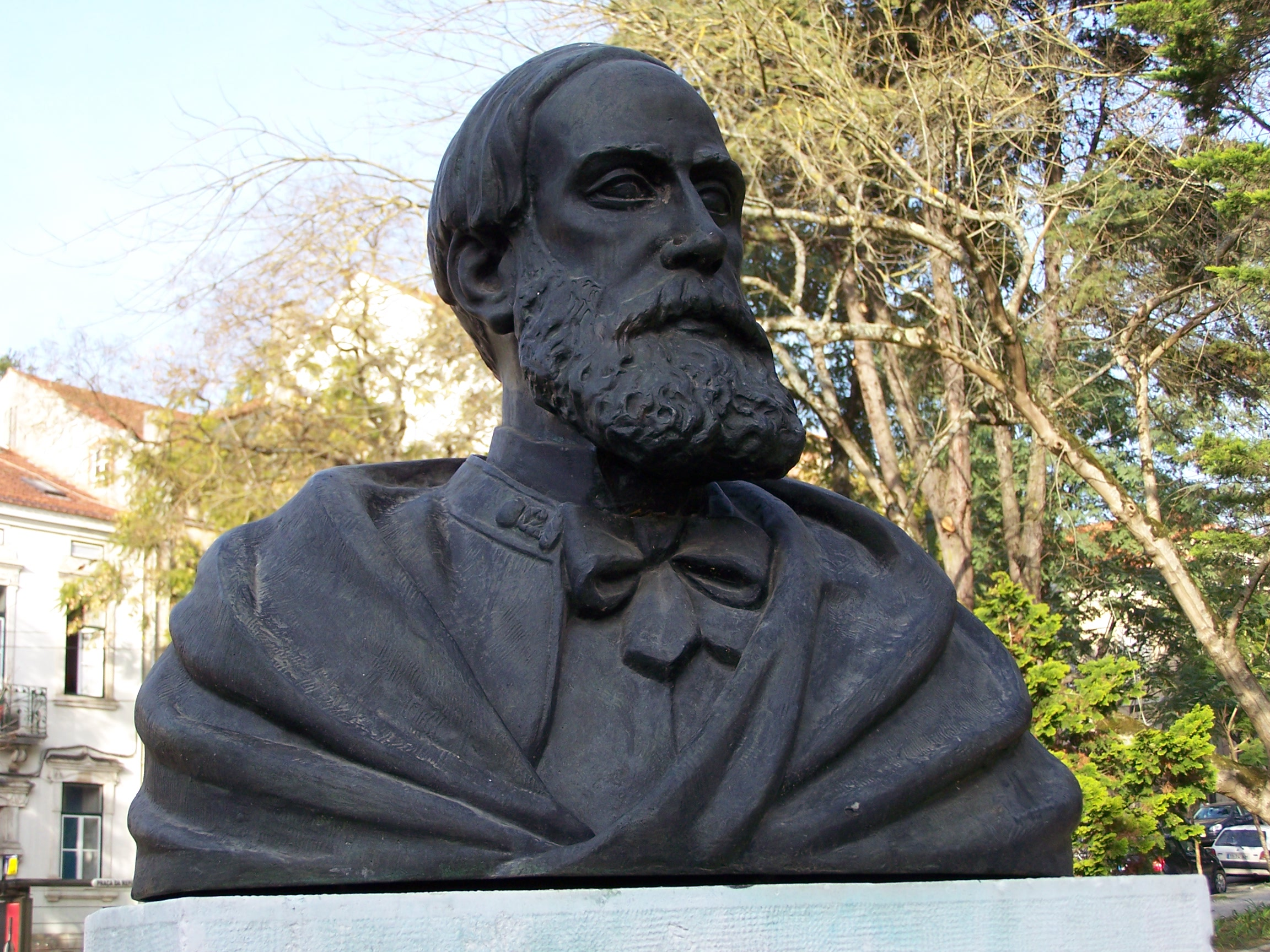
Büste Pessanhas in Coimbra